# قهرية

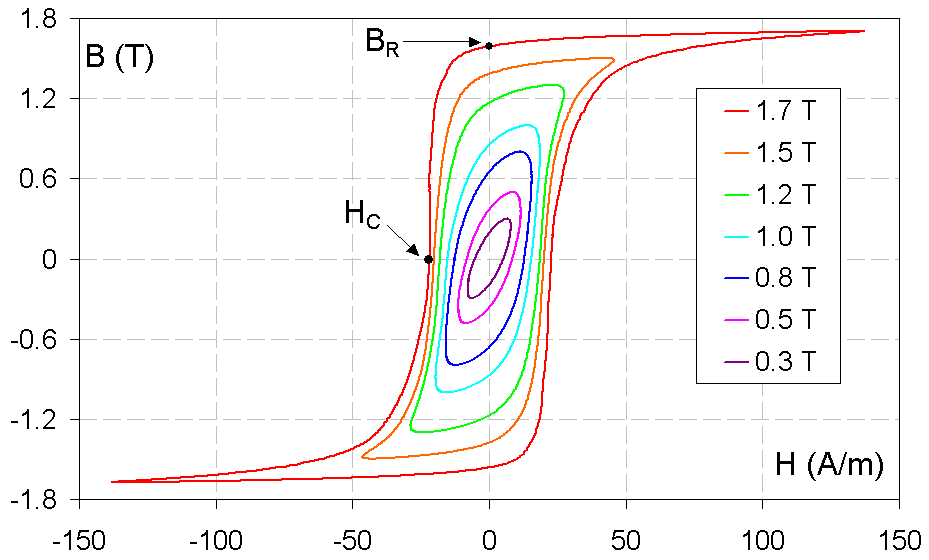
منحنيات الاستبقائيّة لقطعة حديد متجة الحبيبات: B_{R} denote الاستبقائية و H_{C} هي المقاومة المغناطيسية.

القَهْرِيَّة أو القسرية أو القوة القسرية أو مقاومة مغناطيسية أو مقاومة مغناطيسية قسرية (بالإنجليزية: Coercivity) هي مقاومة مادة مغناطيسية حديدية شدة المجال المغناطيسي اللازمة لإعادة مغناطيسية مادة إلى الصفر ثانيا بعد مغنطة العينة إلى حد التشبع المغناطيسي. وتقاس المقاومة المغناطيسية القسرية بوحدة أورستد أو أمبير/متر ويرمز لها بالرمز
HC.
وتعين المقاومة المغناطيسية مقاومة مادة مغناطيسية حديدية ضد ضياع المغناطيسية منها. ويمكن تعيين المقاومة المغناطيسية بواسطة محلل بي إتش B-H Analyzer أو ماغنيتومتر.
وتسمى المواد ذات مقاومة مغناطيسية عالية مواد مغناطيسية حديدية «صامدة» وهي تستخدم في صناعة المغناطيسات الذاتية. وتستخدم المغناطيسات الذاتية كثيرا في المحركات الكهربائية
وفي أجهزة تسجيل الصوت والصورة بالمغناطيسية مثل القرص الصلب تسجيل على قرص مرن أو الشرائط المغناطيسية وفي آلات الفصل المغناطيسي.
كما تسمي المواد ذات مقاومة مغناطيسية ضعيفة بأنها «مطاوعة» وهذه تستخدم في أجهزة ميكروويف والحجب المغناطيسي والمحولات وفي رؤوس أجهزة التسجيل.

## تعيينها عمليا

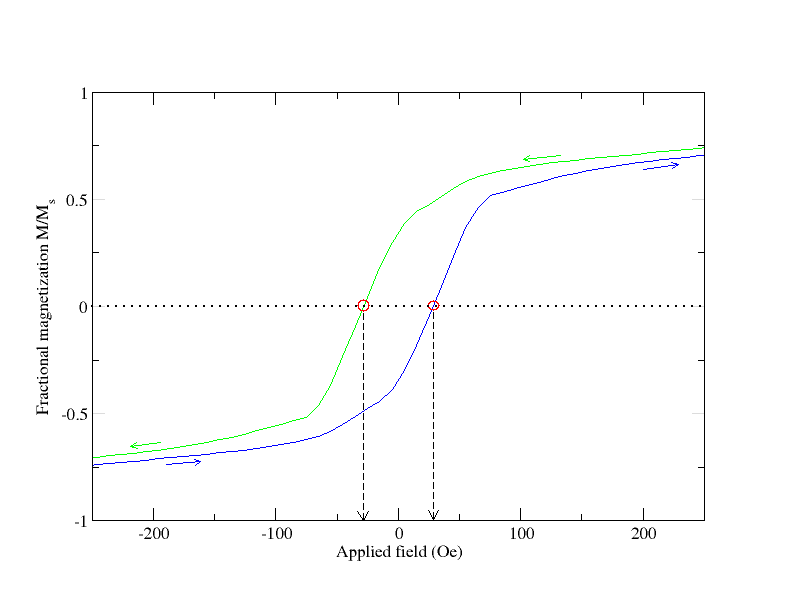
تعيين مقدار المقاومة المغناطيسية لمادة مغناطيسية حديدية بواسطة قياس دورة الاستبقائية.

معين المقاومة المغناطيسية لمادة عن طريق قياس منحنى دورة الاستبقائيّة أو «منحنى المغناطيسية» كما هو موضح في الشكل. ويقوم الجهاز بتسجيل القياسات عادة من عينة متذبذبة أو ماغنيتومتر ذو مدرج متردد alternating-gradient magnetometer . يعمل مجال مغناطيسي خارجي على مغنطة العينة حيث يبدأ منحنى المغناطيسية عند الصفر، وتلك النقطة هي مقدار المقاومة المغناطيسية. وإذا كانت العينة تحوي معناطيسا ذو مغناطيسية حديدية مضادة فإن مقدار المقاومة المغناطيسية المقاس قد يختلف بالنسبة لمنحنى زيادة المجال المغناطيسي الخارجي عنه لمنحنى خفض المحال المغناطيسي، وذلك الاختلاف يرجع إلى التأثير المتبادل بين المادة المغناطيسية الحديدية والمادة المغناطيسية الحديدية المضادة.
وتعتمد المقاومة المغناطيسية لمادة على زمن قياس منحنى المغناطيسية. وتنخفض مغناطيسية المادة المقاسة أثناء عكس اتجاه المجال المغناطيسي الخارجي - والتي قد تكون أقل من المقاومة المغناطيسية المقاسة خلال زمن أطول - تنخفض تدريجيا إلى الصفر. ويحدث هذا الانخفاض عندما تنعكس المغناطيسة في المادة عن طريق حركة جدران الحبيبات المغناطيسية بسبب الحرارة، وذلك التصرف له علاقة أيضا باللزوجة المغناطيسية.

وتزايد قيمة المقاومة المغناطيسية عند الترددات العالية يشكل مشكلة بالنسبة إلى نقل المعلوماتية بمعدل عالي في حيز نطاق واسع للتسجيل المغناطيسي، ويتزايد إضافيا عند زيادة كثافة تخزين المعلوماتية والتي تحتاج عادة مقاومة مغناطيسية أعلى للأجهزة.

## مقاومة مغناطيسات مطاوعة وصامدة
| المادة                                                                                | المقاومة المغناطيسية [أورستد] |
| ------------------------------------------------------------------------------------- | ----------------------------- |
| iron:4nickel, Permalloy                                                               | 0.01–1                        |
| 0.9995 iron–filings                                                                   | 0.05–470                      |
| فولاذ كهربائي، silicon iron                                                           | 0.4–0.9                       |
| iron                                                                                  | 2                             |
| .99 Nickel                                                                            | 0.7–290                       |
| فريت، ferrite for صمام مغناطيسي إلكتروني                                              | 15–200                        |
| 2Fe:Co, Iron pole                                                                     | 240                           |
| cobalt >.99                                                                           | 10–900                        |
| 6Al:18Fe:8Co:Cu:6Ni– 3Ti:8Al:20Fe:20Co:2Cu:8Ni, alnico 5–\|9, مغناطيسات تزيين الثلاجة | 640[وصلة مكسورة]–2000         |
| chromium:cobalt:platinum, تسجيل على قرص مرن                                           | 1700                          |
| 2Nd:14Fe:B, neodymium-iron-boron                                                      | 10,000–12,000                 |

## اقرأ أيضا
- مغناطيسية
- منحنى المغناطيسية
- الاستبقائيّة
- مغناطيسية حديدية
- مغناطيسية أرضية
- مغناطيسية مسايرة
- مغناطيسية معاكسة
- قانون كوري
- صمام عزم مغزلي